# Horrorscope
Horrorscope – polska grupa muzyczna wykonująca thrash metal. Powstała w 1996 roku w Chorzowie.

## Historia

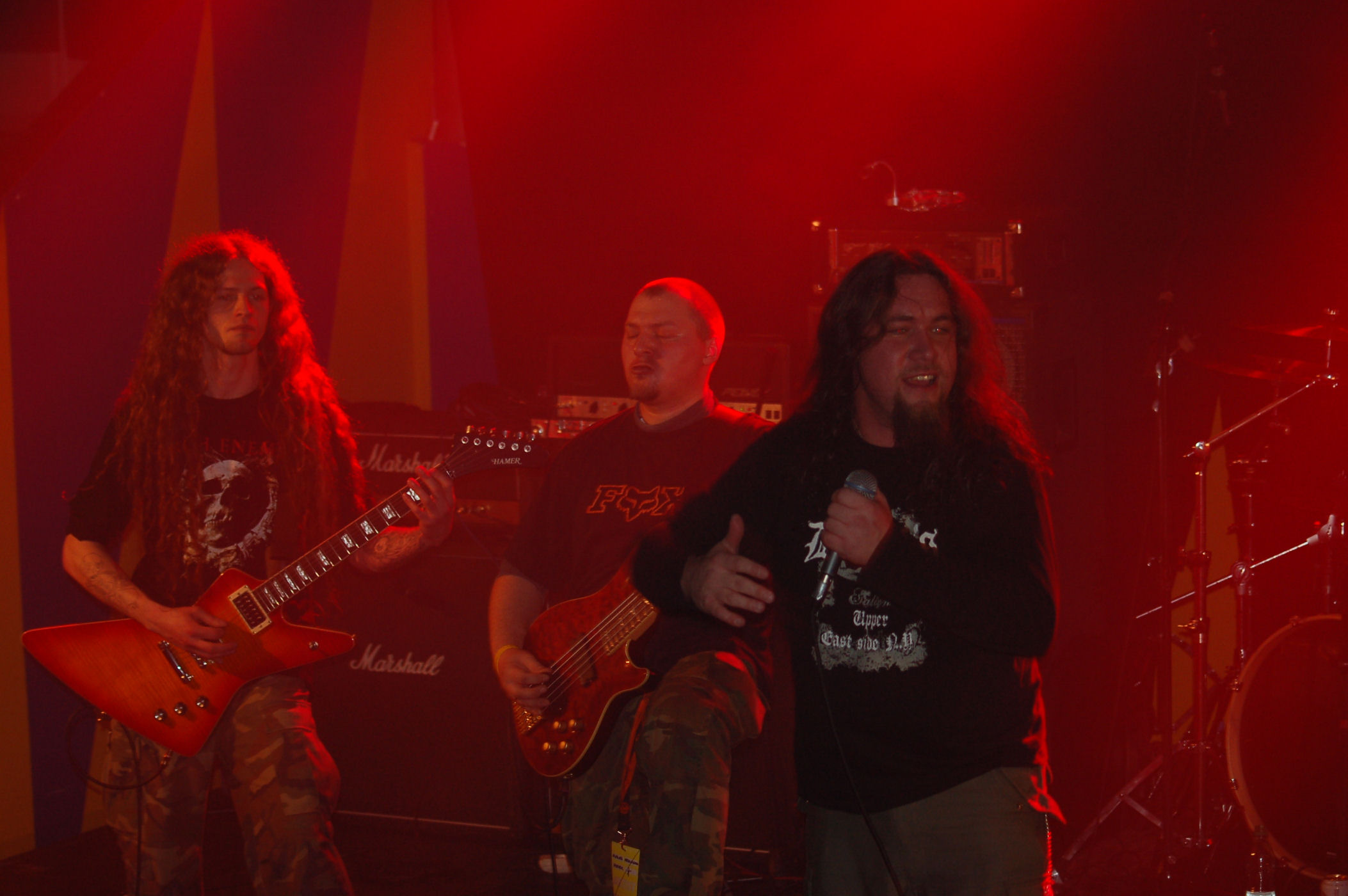
Horrorscope podczas koncertu na festiwalu Metalmania w katowickim Spodku 24 marca 2007. Od lewej: Rafał Jenczelewski, Tomasz „Walec” Walczak i Adam „Baryła” Bryłka.

W 1996 roku w Chorzowie gitarzysta Lech „Blackpitfather” Śmiechowicz, basista i wokalista Andrzej Brandys oraz perkusista Marcin Papior powołali formację pod nazwą Disonance. Tego samego roku muzycy zarejestrowali pierwsze nagrania. Wkrótce potem Brandys i Papior zrezygnowali z udziału w projekcie. Śmiechowicz postanowił kontynuować działalność pod nazwą Horrorscope. W 1997 roku do współpracy zaprosił gitarzystę Krzysztofa „Pistoleta” Pisteloka, basistę Dariusza Wojczyka i perkusistę Sebastiana Szroetera. W 1998 roku skład zespołu uzupełnił wokalista Adam Bryłka. Wkrótce potem muzycy przystąpili do prac nad debiutanckim wydawnictwem. Nagrania zostały zarejestrowane w katowickim studiu Alkatrazz we współpracy z ówczesnym gitarzystą grupy Kat - Jackiem Regulskim. Utwory ukazały się na kasecie Worship Game wydanej przez firmę Scream in Flames.
Zimą 1999 roku ponownie w studiu Alkatrazz muzycy zarejestrowali pierwszy album zatytułowany Wrong Side of the Road. Wydawnictwo ukazało się jeszcze w 1999 roku na kasecie magnetofonowej dzięki wytwórni Demonic Records. Wkrótce potem formację opuścił Sebastian Szroeter, którego zastąpił Piotr „Mały” Szczepaniak. W 2000 roku Szczepaniaka zastąpili muzycy sesyjni Arkadiusz Kuś oraz Adame „Leo” Jendrzyk. W 2001 roku formację opuścił basista Darek Wojczyk, którego zastąpił Tomasz „Walec” Walczak. W nowym składzie pomiędzy marcem a kwietniem w Mamut Studio grupa rozpoczęła nagrania kolejnego albumu. Zarejestrowana z udziałem dwóch perkusistów płyta pt. Pictures of Pain ukazała się 12 czerwca nakładem wytwórni muzycznej Empire Records. W ramach promocji Horrorscope wspierany przez perkusistę Arka Kusia dał szereg koncertów w Polsce m.in. na Metalfest 2001 w Poznaniu poprzedzając Napalm Death. W 2002 roku album Pictures of Pain ze zmienioną oprawa graficzną ukazał się w Europie i w Stanach Zjednoczonych. Pod koniec roku jako oficjalny członek został przyjęty perkusista Piotr „Pienał” Pęczek znany z występów w Nomad.
Rok później nakładem Death Core Legion ukazała się koncertowa płyta pt. Live Colision. Materiał na wydawnictwie został nagrany podczas koncertu w Chorzowie. W 2003 roku grupa odbyła trasę koncertową Thrash the South w Polsce wraz z zespołami Whorehouse i Totem. W 2004 roku w olkuskim Zed Studio formacja rozpoczęła nagrania trzeciego albumu. W międzyczasie muzycy nawiązali współpracę z niemiecką wytwórnią muzyczną Shark Records. Płyta pt. The Crushing Design najpierw ukazała się w grudniu 2004 roku w Japonii nakładem wytwórni Spiritual Beast Records. Z kolei w Europie album został wydany w lutym 2005 roku. Również w lutym na podstawie umowy licencyjnej z Metal Mind Productions The Crushing Design został wydany w Polsce. W lipcu Horrorscope wystąpił na festiwalu MetalFest poprzedzając niemiecki zespół Destruction. We wrześniu formacja odbyła krótką trasę koncertową Mental Slavery Tour 2005 w Polsce z towarzyszeniem grupy Respawn. W 2006 roku grupa dała szereg koncertów w Polsce, Niemczech oraz w Czechach. Na przełomie maja i czerwca ponownie w Zed Studio zespół nagrał piąty album. Wydawnictwo zatytułowane Evoking Demons ukazało się tego samego roku. W sierpniu Horrorscope nakręcił teledysk do utworu „Inner Pride”. Jeszcze w 2006 roku grupę opuścił Krzysztof „Pistolet” Pistelok, który skoncentrował się na występach w formacji Kat & Roman Kostrzewski. Zastąpił go Rafał Jenczelewski. W 2009 roku po trzech latach występów w Horrorscope z zespołu odszedł Rafał Jenczelewski. Nowym gitarzystą został Łukasz „Lukas” Gac. W 2010 roku formację opuścił wieloletni basista Tomasz „Walec” Walczak, zastąpił go Krzysztof „Xycho” Kłosek.

## Muzycy
Obecny skład zespołu

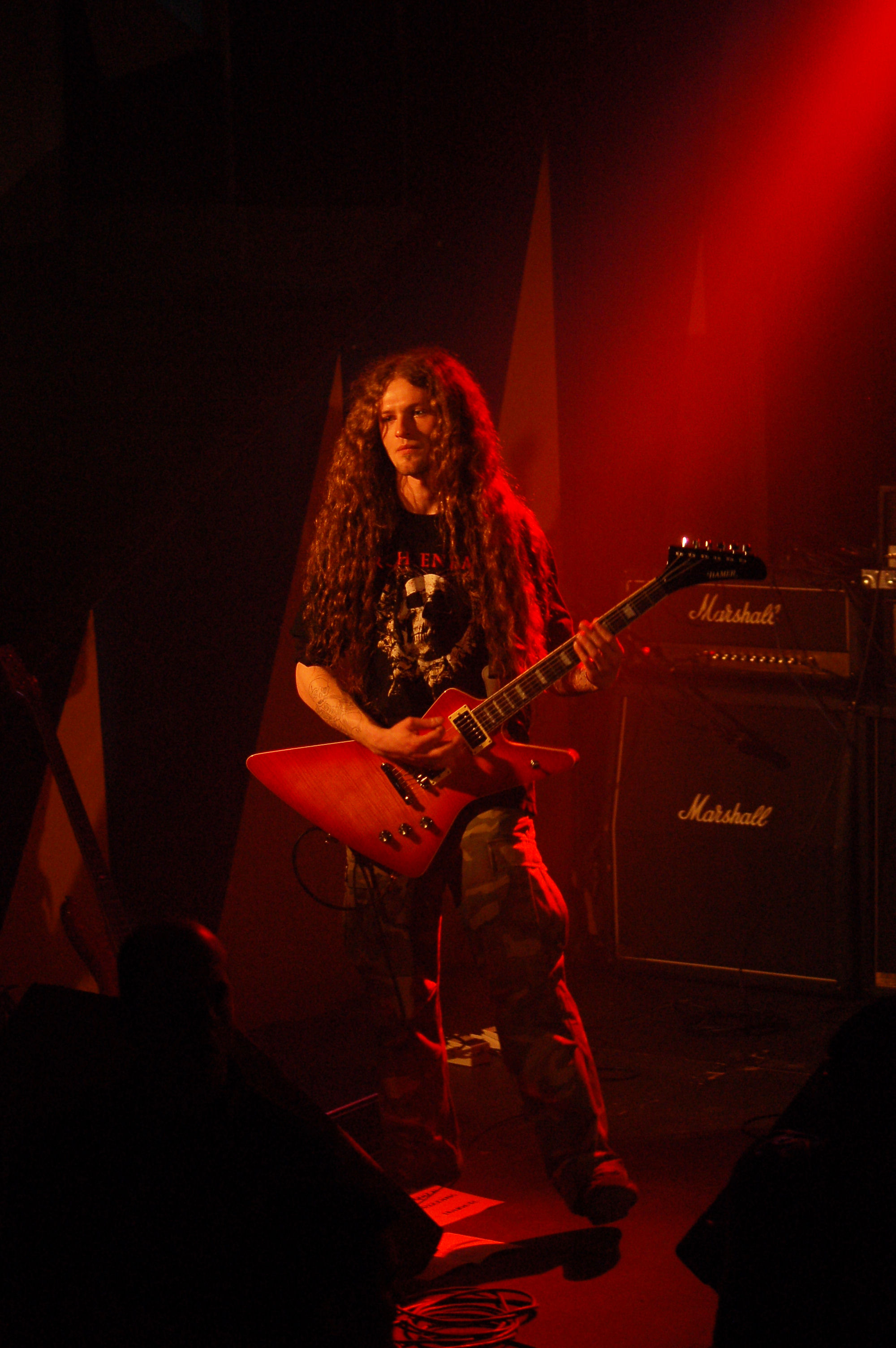
Rafał Jenczelewski podczas koncertu na festiwalu Metalmania w katowickim Spodku 24 marca 2007

- Adam „Baryła” Bryłka – śpiew (od 1998)
- Łukasz „Lukas” Gac – gitara (od 2009)
- Lech „Blackpitfather” Śmiechowicz – gitara (od 1996)
- Krzysztof „Xycho” Kłosek – gitara basowa (od 2010)
- Piotr „Pienał” Pęczek – perkusja (od 2002)

Byli członkowie zespołu
- Andrzej Brandys – śpiew, gitara (1996)
- Krzysztof „Pistolet” Pistelok – gitara (1997-2006)
- Rafał Jenczelewski – gitara (2006-2009)
- Darek Wojczyk – gitara basowa (1997-2001)
- Tomasz „Walec” Walczak – gitara basowa (2001-2010)
- Marcin Papior – perkusja (1996)
- Sebastian Szroeter – perkusja (1997-1999)
- Piotr Szczepaniak – perkusja (1999-2000)
- Arek Kuś – perkusja (sesyjnie, 2000-2001)
- Adam „Leo” Jendrzyk – perkusja (sesyjnie, 2000-2002)

## Dyskografia
Albumy
- Wrong Side of the Road (1999, Demonic Records)
- Pictures of Pain (2001, Empire Records, Crash Music)
- The Crushing Design (2005, Metal Mind Productions, Shark Records, Spiritual Beast Records)
- Evoking Demons (2006, Metal Mind Productions, Shark Records, Spiritual Beast Records)
- DeliciouShell (2011, Miceli Records / 2014, Defense Records)[7]
- Altered Worlds Practice (2017, Defense Records)

Albumy koncertowe
- Live Colision (2003, Death Core Legion)

Dema
- Worship Game (1998, Scream in Flames)

## Nagrody i wyróżniania
| Rok  | Kategoria      | Nagroda                      | Nota      |
| ---- | -------------- | ---------------------------- | --------- |
| 2002 | Debiut roku    | Plebiscyt Metal Hammer, 2001 | 5 miejsce |
| 2006 | Debiutant roku | Plebiscyt Mystic Art, 2005   | 5 miejsce |